# Beach City, Texas
Beach City là một thành phố thuộc quận Chambers, tiểu bang Texas, Hoa Kỳ. Năm 2010, dân số của xã này là 2198 người.

## Dân số
- Dân số năm 2000: 1645 người.
- Dân số năm 2010: 2198 người.